# Hércules Florence
Antoine Hercule Romuald Florence (Nizza, 29 febbraio 1804 – Campinas, 27 marzo 1879) è stato un inventore, pittore, poligrafo e pioniere della fotografia francese naturalizzato brasiliano come Antônio Hércules Romualdo Florence, conosciuto come l'isolato inventore della fotografia in Brasile, tre anni prima di Daguerre, e sei dopo Nicephore Niepce, usando il processo a matrice negativo/positivo.